# Jurassic World Evolution
Jurassic World Evolution è un videogioco gestionale pubblicato da Frontier Developments. Il gioco è stato annunciato nell'agosto 2017 ed è uscito in versione digitale il 12 giugno 2018 per Microsoft Windows, PlayStation 4, Xbox One e Nintendo Switch. Nei primi giorni di luglio, sono state rese disponibili anche le copie fisiche del videogioco.
Il gioco è basato sui film Jurassic World e Jurassic World - Il regno distrutto del franchise Jurassic Park, e consente al giocatore di costruire e gestire un parco a tema di dinosauri su cinque isole differenti. Il gioco include le voci di Sam Neill, Jeff Goldblum, Bryce Dallas Howard e BD Wong, che riprendono i loro ruoli dalla trilogia di Jurassic Park e dai primi due film della trilogia di Jurassic World.

## Modalità di gioco
Jurassic World Evolution è un gioco di simulazione aziendale che consente al giocatore di costruire il parco a tema di dinosauri Jurassic World con attrazioni e strutture di ricerca. Gli edifici e le strutture essenziali presenti nel gioco includono il centro spedizioni, che invia i paleontologi ai siti di scavo fossili in modo da ottenere il contenuto di DNA dei dinosauri. Il sequenziamento del DNA sblocca nuovi dinosauri e aggiorna le loro statistiche, come la durata della vita e la resilienza. Con sufficiente contenuto di DNA, i giocatori possono usare il Laboratorio Genetico Hammond per allevare e incubare i dinosauri. I giocatori possono anche migliorare il gene dei dinosauri e farli evolvere integrando il DNA delle specie moderne in questi geni dei dinosauri per colmare le loro lacune. Queste modifiche al DNA dei dinosauri cambieranno le statistiche di base dei dinosauri, dal loro livello di aggressività al loro aspetto. Il gioco presenta uno strumento del terreno che consente ai giocatori di modificare l'ambiente, come piantare alberi e creare fonti d'acqua.
I dinosauri sono le principali attrazioni del gioco. Il gioco presenta circa 40 specie di dinosauri al momento del lancio ma contando anche quelli dei DLC e degli aggiornamenti, in totale sono 68 (67 dinosauri e 1 pterosauro). I giocatori devono costruire recinti per contenere dinosauri per la visione dei visitatori. I bisogni dei diversi dinosauri, come il tipo di cibo che mangiano e l'estensione delle interazioni sociali che richiedono, devono essere soddisfatti per mantenerli sani e soddisfatti. I dinosauri, controllati dall'intelligenza artificiale, interagiranno tra loro e con l'ambiente. Per esempio, i carnivori attaccheranno altri carnivori di una specie diversa, o daranno la caccia agli erbivori. I giocatori devono anche costruire varie giostre di intrattenimento, nonché servizi come ristoranti e negozi per soddisfare gli ospiti. Un esempio di attrazione turistica è la Girosfera,la monorotaia di Jurassic World,Il Tour giurassico,la galleria panoramica e la piattaforma panoramica. I giocatori possono anche utilizzare la modalità foto del gioco per scattare foto ai dinosauri, che aiutano anche il parco a guadagnare denaro e pubblicità. Poiché la costruzione e l'espansione del parco e l'incubazione dei dinosauri richiedono una grande somma di denaro, il ramo dell'intrattenimento è la fonte principale del reddito del parco. Le strutture e i servizi di intrattenimento sono dotati di un proprio sistema di gestione, in cui i giocatori possono impostare e regolare le quote di iscrizione e la quantità di personale presente in ogni struttura.
Ci sono varie situazioni di emergenza che possono accadere nel parco, tra cui interruzioni di corrente, condizioni meteorologiche imprevedibili e sblocchi di dinosauri, che devono essere affrontati dai giocatori al fine di garantire la sicurezza e la felicità degli ospiti. I giocatori possono costruire un Centro ACU e una Ranger Station, che sono responsabili per il mantenimento della sicurezza del parco, sedare i dinosauri fuggiti, curare i dinosauri malati, trasportare dinosauri, fissare recinzioni e altro ancora. I giocatori possono anche controllare veicoli come elicotteri e jeep 4x4 per completare determinati compiti. È possibile costruire rifugi di emergenza per proteggere gli ospiti, così come altre strutture di sicurezza come ridondanze di rete elettrica e centri di allarme tempestoso. Molte di queste strutture di sicurezza possono essere aggiornate per rafforzare la loro efficienza quando si affrontano le emergenze.

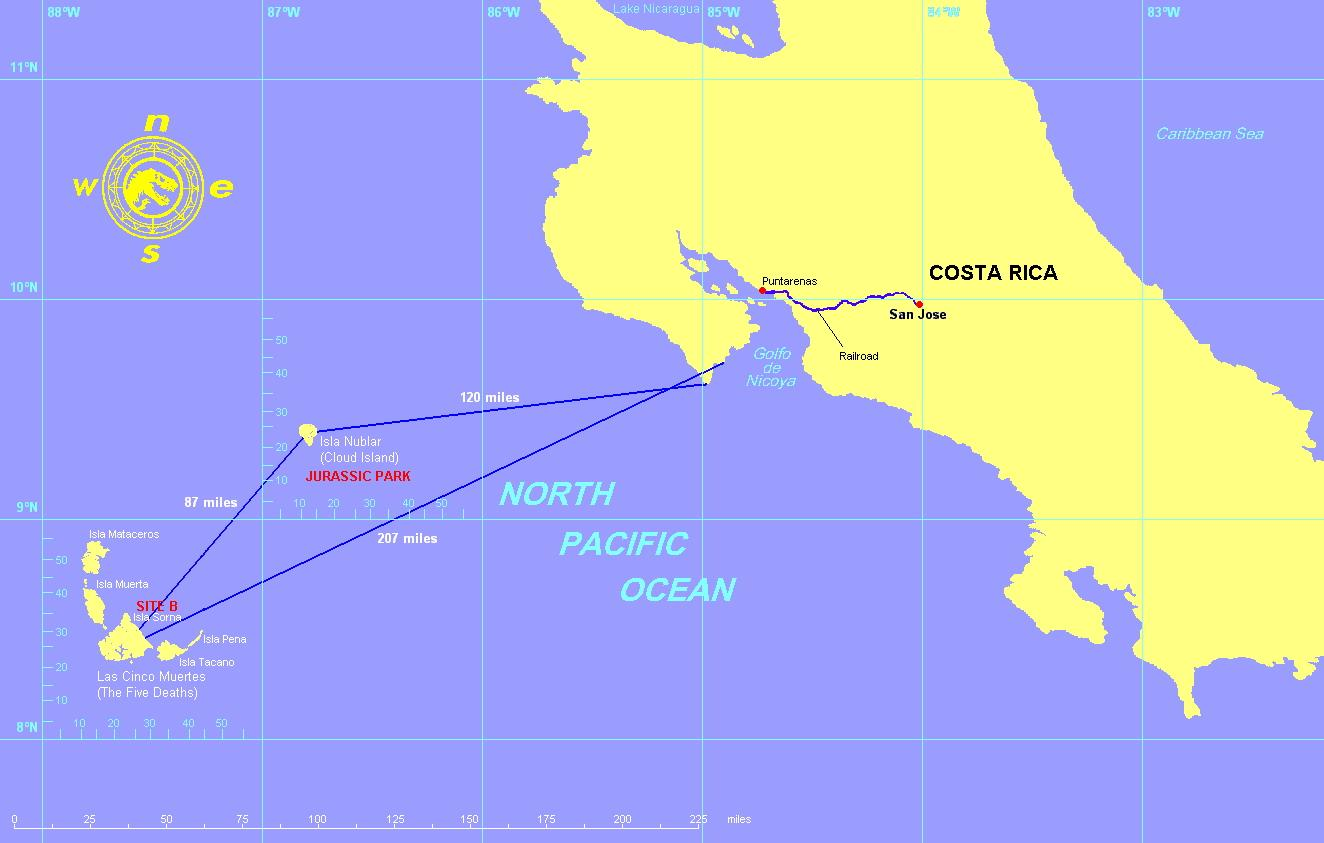
Mappa che identifica le cinque isole disponibili nel gioco, chiamate Las Cinco Muertes

Isla Nublar - l'isola presente in Jurassic Park, Jurassic World e Jurassic World - Il regno distrutto - è l'impostazione per una modalità sandbox che è separata dalla modalità carriera del gioco. La modalità sandbox viene sbloccata una volta ottenuto il punteggio di un parco a 4 stelle su Isla Matanceros, l'isola di partenza. Una volta che questo è compiuto, tutto ciò che il giocatore ha sbloccato in modalità carriera, come potenziamenti di edifici e dinosauri, si trasferirà nella sandbox, e qualsiasi cosa chiusa in carriera rimarrà chiusa nella sandbox. Nella modalità sandbox, i giocatori hanno fondi illimitati e possono anche impostare il tempo e l'ora del giorno dei loro parchi.

## Sviluppo

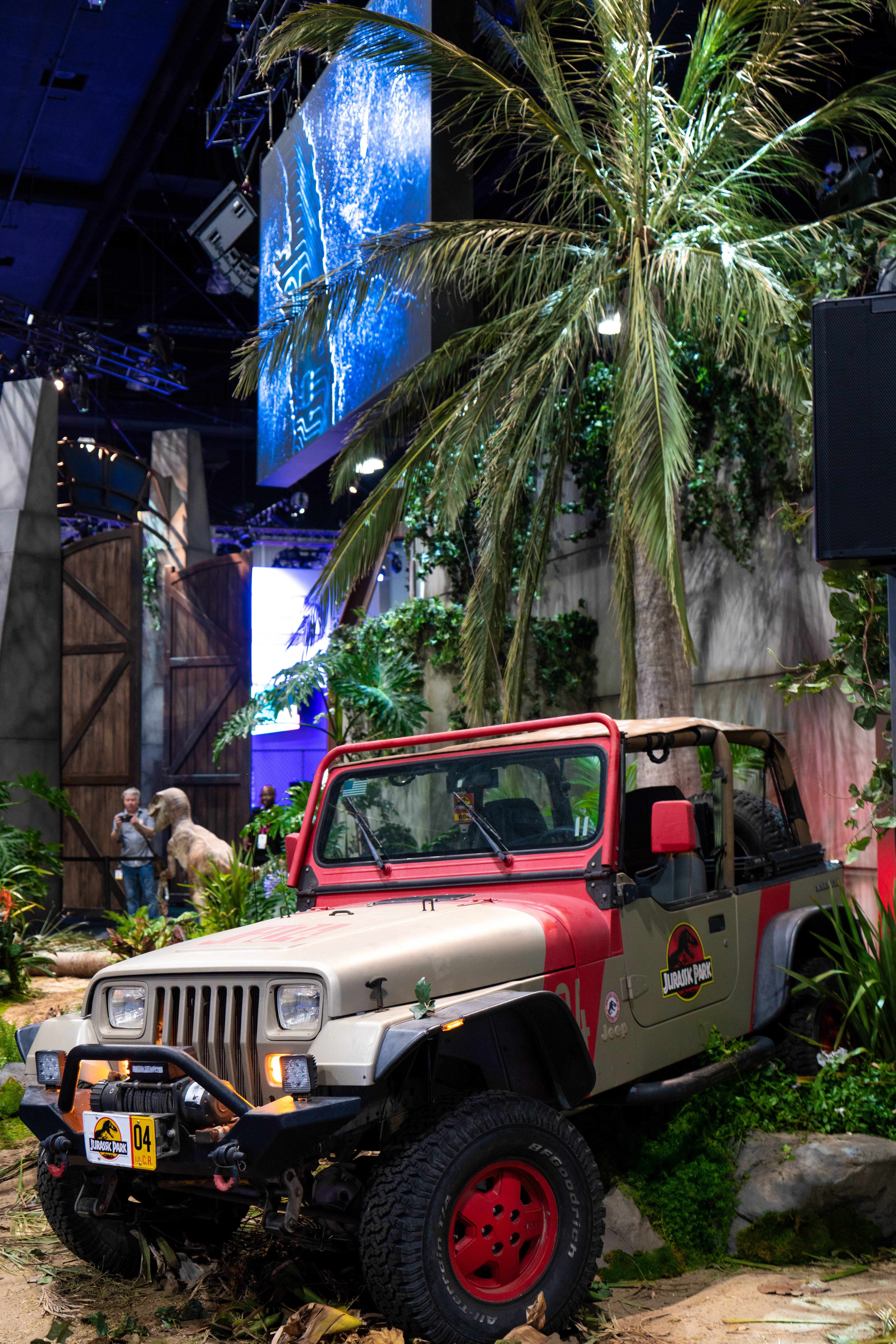
Stand di Jurassic World Evolution all'E3 2018

Jurassic World Evolution è stato sviluppato e pubblicato da Frontier Developments e si basa sul film del 2015 Jurassic World. NBCUniversal aveva voluto un gioco per accompagnare l'uscita del film Jurassic World - Il regno distrutto del 2018, e la società ha contattato Frontier Developments per creare un gioco del genere, circa due anni prima della sua uscita definitiva. Già in passato Frontier Developments era stato interessato a creare un gioco di dinosauri.
Il videogioco è stato creato da un team di sviluppo di circa 100 persone, con un budget inferiore ai 10 milioni di dollari. Michael Brookes è stato scelto come il direttore del gioco, mentre Andrew Fletcher il capo progettista. Il gioco è stato sviluppato utilizzando il motore grafico Cobra di Frontier Developments. Universal Pictures ha fornito agli sviluppatori modelli di dinosauri tratti dai film per arrivare ad un alto livello di dettaglio. Universal ha anche fornito materiali di riferimento, incluso l'audio per i dinosauri. Per aiutare nella creazione del gioco, il team di sviluppo ha seguito da vicino i film e letto i romanzi di Michael Crichton, Jurassic Park e Il mondo perduto, e le varie teorie dei fan. Inoltre, Universal e il team hanno discusso di vari elementi riguardanti il gioco.  La storia di ciascuno dei film è stata aggiunta al gioco. Per il doppiaggio, Jeff Goldblum ha ripreso il ruolo di Ian Malcolm dai primi due film di Jurassic Park. Bryce Dallas Howard e BD Wong hanno anche ripreso i loro ruoli da Jurassic World.
Il Tyrannosaurus rex è stato uno dei primi dinosauri su cui il team di sviluppo ha iniziato a lavorare. Per i ruggiti del T-rex, la squadra del suono del gioco ha ottenuto campioni audio dai film e li ha modificati per renderli più originali. Per i progetti dei dinosauri, il team di sviluppo si è riferito principalmente ai film, incorporando alcune delle ultime scoperte scientifiche, cercando di basare principalmente i disegni sui dinosauri dei film per coerenza. Uccelli e altri animali sono stati anche studiati dal team per aiutare nella progettazione dei dinosauri. Oltre ai disegni, il comportamento dei dinosauri si basava anche su un mix di film e risultati scientifici. Il paleontologo Jack Horner, che ha lavorato come consulente per i film, è stato consultato anche per un consiglio sui dinosauri del gioco, a cui sono stati dati disegni luminosi e colorati basati su nuove ricerche sui dinosauri.

### Promozione
Il 20 agosto 2017, il gioco è stato annunciato durante la Gamescom 2017. Più tardi, il 7 ottobre, il filmato che mostrava il motore in-game è stato rivelato durante il Frontier Expo.

### Distribuzione
Il gioco è stato rilasciato in digitale per Windows, PlayStation 4 e Xbox One il 12 giugno 2018, in concomitanza con l'uscita nelle sale di Jurassic World - Il regno distrutto. Le copie fisiche della versione per PlayStation 4 e Xbox One sono previste per il 3 luglio 2018. Un aggiornamento di gioco gratuito basato sul nuovo film della saga Il regno distrutto, con sei dinosauri del film, è stato rilasciato il 22 giugno 2018.

### Aggiornamenti
Sono stati rilasciati diversi aggiornamenti per il gioco e Frontier ha collaborato con Universal su ciascuno di essi. Un aggiornamento di gioco gratuito basato su Jurassic World - Il regno distrutto, con sei dinosauri del film, è stato rilasciato il 22 giugno 2018. Nell'agosto 2018, Frontier Developments ha annunciato un'imminente patch che cambierebbe le dimensioni di diversi dinosauri per adattarsi alle loro controparti reali e cinematografiche. L'aggiornamento è stato rilasciato a settembre 2018 e comprendeva opzioni sandbox e di gioco aggiuntive, oltre all'aggiunta della modalità Sfida..Con l'aggiornamento 1.5 sono state aggiunte nuove caratteristiche del comportamento dei dinosauri e un ciclo giorno-notte.Con la patch 1.8 sono stati aggiunte nuove modifiche per il terreno (infatti ora è possibile "colorare" il terreno aggiungendo sabbia o fango) e le mangiatoie per piscivori. Il 27 agosto 2019 è stata rilasciata la patch 1.9 che ha introdotto un nuovo dinosauro,il Nasutoceratops .Con la patch 1.10 è stata aggiunta la modalità sandbox dove si avrà tutto quello che si ha nella storia.Per sbloccare determinati dinosauri e determinati edifici o oggetti di un'isola o di una campagna bisogna avere una valutazione isola di 4 stelle su quell'isola(Tranne per Ritorno a Jurassic Park, dove bisognerà completare la campagna).Per avere la Modalità Sandbox bisogna avere 4 stelle su Isla Matanceros.Con la patch 1.12 sono state aggiunte nuove funzionalità per le squadre di guardiani e sono stati aggiunti i servizi igienici per i visitatori.

### Contenuti scaricabili (DLC)
Il primo contenuto scaricabile a pagamento (DLC), il Deluxe Dinosaur Pack, include 5 nuovi dinosauri. È stato pubblicato nello stesso giorno di lancio del gioco e integrato alla Deluxe Edition.
Il secondo contenuto scaricabile a pagamento, I segreti del Dott. Wu, è stato pubblicato il 20 novembre 2018. Il DLC ha introdotto nuove missioni narrative, opzioni di ricerca e nuove specie di dinosauri e ibridi.
Frontier ha pubblicato il Cretaceous Dinosaur Pack e il Carnivore Dinosaur Pack rispettivamente a dicembre 2018 e aprile 2019. Ogni pacchetto di dinosauri introduce tre nuove specie di dinosauri. Un DLC a pagamento intitolato Il santuario di Claire è stato pubblicato il 18 giugno 2019. Ambientato dopo Fallen Kingdom, l'espansione presenta una campagna autonoma che vede i giocatori trasferire i rimanenti dinosauri intrappolati su Isla Nublar a Sanctuary Island.
Il 17 settembre 2019 è uscito l'Herbivore Dinosaur Pack, contenente 3 nuovi dinosauri erbivori. Il 26 novembre 2019 è stato pubblicato il Raptor Squad Skin Pack, che include 4 skin per il Velociraptor basate sul film Jurassic World.
Un altro pacchetto DLC a pagamento, intitolato Ritorno a Jurassic Park, è stato pubblicato il 10 dicembre 2019. Il DLC include le caratteristiche del parco e le posizioni dell'originale Jurassic Park nel primo film. Il DLC include anche Isla Sorna, l'isola nel film Il mondo perduto - Jurassic Park (1997) e Jurassic Park III (2001). Comprende anche sette nuove missioni con il nuovo lavoro vocale di Goldblum, oltre a Sam Neill e Laura Dern, che riprendono i loro ruoli come Dr. Alan Grant e Dr. Ellie Sattler. Il DLC riunisce i tre attori per la prima volta dal film originale del 1993. Ritorno a Jurassic Park presenta una storia originale e non canonica che si svolge poco dopo il primo film, ignorando i sequel. Nella storia, Grant, Malcolm e Sattler tornano a Isla Nublar e tentano di rendere operativo il parco.
Per mesi, Frontier ha cercato di far sì che Sam Neill, Jeff Goldblum e Laura Dern registrassero le loro battute insieme, ma, a causa di vari problemi di pianificazione degli impegni degli attori, ciò non è stato possibile. Il DLC presenta anche il personaggio di John Hammond, interpretato nei film da Richard Attenborough (1923–2014). Nel DLC, Hammond è stato interpretato dal doppiatore Mackenzie Gray. Ritorno a Jurassic Park è stato sviluppato perché il team Frontier voleva creare un DLC completo basato sul primo film. Il pacchetto introduce Compsognathus e Pteranodon, oltre a nuovi design per Tyrannosaurus rex, Velociraptor, Triceratops, Brachiosaurus, Stegosaurus, Ankylosaurus e Parasaurolophus del gioco, abbinati ai loro aspetti nei tre film.

## Personaggi e doppiatori
- Ian Malcolm, doppiato da Jeff Goldblum e in italiano da Fabrizio Pucci.
- Owen Grady, doppiato da A.J. LoCascio e in italiano da Andrea Mete.
- Claire Dearing, doppiata da Bryce Dallas Howard e in italiano da Federica De Bortoli.
- Alan Grant, doppiato da Sam Neill e in italiano da Angelo Maggi.
- Ellie Sattler,doppiata da Laura Dern e in italiano da Eleonora Reti.
- Henry Wu, doppiato da BD Wong e in italiano da Loris Loddi.
- John Hammond,doppiato da Mackenzie Gray e in italiano da Bruno Alessandro.
- Cabot Finch, doppiato da Graham Vick e in italiano da Massimiliano Lotti.
- Kajal Dua (divisione scientifica), doppiata da Shazia Nicholls e in italiano da Angela Ricciardi.
- Isaac Clement (divisione intrattenimento), doppiato da Osy Ikhile e in italiano da Andrea La Greca
- George Lambert (divisione sicurezza), doppiato da Steve Toussaint e in italiano da Riccardo Lombardo.

## Accoglienza
| Testata                           | Versione | Giudizio |
| --------------------------------- | -------- | -------- |
| GameRankings (media al 10-1-2019) | PC       | 69,79%   |
| GameRankings (media al 10-1-2019) | XONE     | 70,44%   |
| GameRankings (media al 10-1-2019) | PS4      | 69,58%   |
| Metacritic (media al 16-9-2018)   | PC       | 69/100   |
| Metacritic (media al 16-9-2018)   | PS4      | 68/100   |
| Metacritic (media al 16-9-2018)   | XONE     | 76/100   |
| Destructoid                       | -        | 5,5/10   |
| Game Informer                     | -        | 7/10     |
| GamesRadar+                       | -        | 4/5      |
| Game Revolution                   | -        | 4/5      |
| GameSpot                          | -        | 7/10     |
| IGN                               | -        | 4,5/10   |
| Multiplayer.it                    | -        | 6/10     |
| PCGUS                             | -        | 71/100   |

Il gioco è stato accolto positivamente dalla critica. Secondo Metacritic, le versioni per PlayStation 4 e Windows hanno ricevuto "recensioni miste o medie", mentre la versione Xbox One ha ricevuto "recensioni generalmente favorevoli".
Sam Loveridge, di GamesRadar+, ha definito Jurassic World Evolution "un parco a tema intelligente e sapientemente lavorato"; ha inoltre gradito la varietà delle cutscene che vengono mostrate quando viene liberato un dinosauro dal centro d'incubazione, nonché la possibilità di controllare le jeep dei guardiani e gli elicotteri del centro ACU (Asset Containment Unity) da una prospettiva in terza persona. Paul Tamburro, di Game Revolution, ha detto che è "probabilmente il miglior gioco a tema Jurassic Park fino ad oggi" e ha plaudito all'aspetto dei dinosauri e, in particolar modo, all'attenzione dimostrata da Frontier ai dettagli e alle animazioni dei dinosauri; ha comparato il titolo ai videogiochi gestionali RollerCoaster Tycoon e Zoo Tycoon e ha gradito il caos che si genera quando un dinosauro riesce a scappare da un recinto, trovando però negativo il fatto che i dinosauri non attaccano il personale del parco impegnato in lavori di manutenzione all'interno dei recinti. Dan Stapleton di IGN ha dato a Jurassic World Evolution una recensione negativa, definendolo "un brutto gioco". John Cal McCormick di Push Square, ha recensito positivamente la versione per PlayStation 4, affermando che "nonostante ci siano un paio di processi noiosi, la costruzione di un parco è generalmente divertente". Dam Roemer di Destructoid ha lodato la presenza di specie meno conosciute come il Giganotosaurus e il Deinonychus.
Il sito SpazioGames.it ha dato un punteggio di 6.5 su 10 al gioco definendolo "la cosa più vicina alla materializzazione dei sogni di qualsiasi amante della serie ideata da Michael Crichton e poi trasposta sul grande schermo da Steven Spielberg", anche se accusa il fatto di essere "forse fin troppo leggero, con pochi spazi di manovra".

### Riconoscimenti
Il gioco è stato nominato per "Best Audio Design" ai Golden Joystick Awards 2018, perdendo contro God of War. Ha vinto il premio "Game, Simulation" al National Academy of Video Game Trade Awards Awards, ed è stato nominato "Excellence in Convergence" agli SXSW Gaming Awards, perdendo contro Spider-Man. È stato anche nominato "Best Game Design" e "Best Audio" agli Develop:Star Awards.